# 张謇墓
张謇墓，位于江苏省南通市崇川区，是中华人民共和国全国重点文物保护单位之一，是张謇的墓葬。

## 历史
1926年8月24日，张謇（字季直，号啬庵）病逝，同年11月1日出殡，葬于江苏省南通市城区东南7公里处，因张謇号“啬庵”，故旧称“啬公墓”。1935年，张謇之子张孝若去世，葬于张謇墓东侧。
自1926年建成至中华人民共和国成立前，张謇墓园一直由张氏家人管理，1956年起交由国家管理。1956年，郭沫若曾题写“张季直先生纪念馆”匾额相赠。1958年5月由张氏家属提议改名为“南郊公园”。
文化大革命期间（1966-1976年），张謇父子墓茔、墓阙遭受破坏，张謇铜像被毁，包括郭沫若题写的匾额在内的园内其它设施也损坏严重。棺木被红卫兵打开时，张謇肉身已腐烂，陪葬之物仅有一顶礼帽、一副眼镜、一把折扇，还有一对铅制的小盒子，分别装着一粒乳牙，一束胎发。
1983年，南通市人民政府在原地重建张謇父子墓茔，1985年复立张謇铜像，并改称“啬园”。1995年4月19日，授予江苏省文物保护单位，是一座近现代重要史迹及代表性建筑。